# U nas w Auschwitzu
U nas w Auschwitzu – trzeci z kolei utwór ze zbioru opowiadań Pożegnanie z Marią Tadeusza Borowskiego.
Opowiadanie ma formę epistolarną; Tadeusz zwraca się w nim do swojej narzeczonej Marii, znajdującej się w tym czasie w obozie w Birkenau.
Przedstawia on ogólny zarys obozu Auschwitz-Birkenau. Autor opisuje życie codzienne oraz cierpienie, jakie spotyka więźniów. Mówi o warunkach panujących w obozie, o znieczuleniu na cierpienie ludzkie.
Jest to utwór podkreślający i uwypuklający despotyzm i tyranię hitlerowskich Niemiec. Śmierć ukazana jest jako codzienna i masowa.
Z drugiej strony, więźniowie są dumni z miejsca, gdzie przebywają. Tytuł to wypowiedź jednego z więźniów, pogardzającego innymi obozami zagłady.